# Nunca Digas Adeus
Nunca Digas Adeus é uma telenovela portuguesa, transmitida pela TVI entre 30 de Setembro de 2001 e 10 de Junho de 2002 pelas 23 horas. É uma adaptação, feita pela Casa da Criação, do original colombiano Señora Isabel, escrito por Bernardo Romero Pereiro e Mónica Agudelo.
Foi reposta no canal RTP África, em 2004.

## Sinopse
É a história de Vera de Almeida Barreto (Lídia Franco). Da sua relação com a vida, do seu casamento com Lourenço de Almeida Barreto (Tozé Martinho) e do relacionamento com os seus três filhos. 

É o relato das escolhas de uma mulher. Uma mulher que decidiu dedicar a vida à família, que casou e abdicou de si para apoiar a carreira de advogado do marido, Lourenço, e para se dedicar à educação dos seus três filhos. Madalena de Almeida Barreto (Sofia Duarte Silva) é a mais velha dos três e a mais decidida, a mais agarrada ao pai. Tiago de Almeida Barreto (Alexandre da Silva), o filho do meio, toca numa banda. É meigo com a mãe, preocupa-se com ela. Mónica de Almeida Barreto (Bárbara Norton de Matos), a mais nova e mais insegura, teme o mundo e todos que a rodeiam. Vera presta ainda atenção especial à sua mãe, Maria Teresa (Anna Paula), uma mulher conservadora e tradicional. 

Vera sente que se tornou uma peça da engrenagem dos sonhos alheios, que o amor deu lugar a uma serena, mas rotineira, relação com um marido que se mantém a seu lado mais por hábito que por outra coisa. 

Para além de que descobre que Lourenço tem um caso, que o seu marido se apaixonou por uma mulher mais nova e para quem reserva uma vitalidade que ela considerava perdida. Essa mulher é Daniela Lopes (Rita Salema), uma advogada de sucesso de 30 anos que ama realmente Lourenço. Os dois mantêm uma relação carinhosa e profunda que vai muito além de um affair de um homem casado.

 
Com pouco apoio dos filhos para lidar com a situação e com a constante presença de uma mãe, que a acusa de não ter conseguido manter a família unida, Vera sente-se frustrada e repensa a sua existência, os seus sonhos, o seu dia-a-dia, questionando o seu papel enquanto mulher. 

Só o apoio das amigas Becas (Alexandra Leite) e Rosarinho (Carmen Santos) a fazem continuar viva e olhar em frente. Decide reconquistar o amor de Lourenço e ressuscitar a paixão que dantes os unia, envolvendo-se numa luta em busca da felicidade perdida. 

Mas o tempo não volta atrás e Vera cedo descobrirá que a resposta não está no passado, no amor de Lourenço, mas sim no futuro e nas surpresas que a vida ainda lhe reserva... Conhece, entretanto, João Dias (Nuno Homem de Sá), um jornalista separado e com um filho, com quem descobrirá uma nova vida...

## Elenco
- Lídia Franco - Vera de Almeida Barreto
- Tozé Martinho (†) - Lourenço de Almeida Barreto
- Rita Salema - Daniela Lopes
- Nuno Homem de Sá - João Dias
- Sofia Duarte Silva - Madalena de Almeida Barreto
- Carmen Santos - Rosário (Rosarinho)
- Anita Guerreiro - Felícia
- Alexandra Leite - Becas
- Paulo Lázaro - Gonçalo
- Igor Sampaio (†) - Mário
- Ângela Ribeiro - Glória
- Delfina Cruz (†) - Elvira
- Sónia Brazão - Carolina
- Sofia Cerqueira - Sara
- Pedro Górgia - André
- Bárbara Norton de Matos - Mónica de Almeida Barreto
- Alexandre da Silva - Tiago de Almeida Barreto
- Miguel Barros - Afonso
- Dora Bernardo - Raquel
- Maria Muñoz (†) - Idalina
- Mariana Norton - Marta
- Florbela Oliveira - Carla

Actrizes Convidadas:
- Anna Paula (†) - Maria Teresa
- Margarida Carpinteiro - Nini

Participação Especial:
- Susana Arrais - Vera de Almeida Barreto (Jovem)

## Elenco Adicional
- Adelaide João[5] (†)
- Afonso Melo - Alberto
- Alfredo Brito
- Álvaro Faria
- Amadeu Caronho - Pai de Gonçalo
- Ana Bastos
- Carlos Vaz - Acácio (pai de Susana)
- Carlos Vieira de Almeida
- David Henriques
- Durval Lucena
- Eric Santos - Sérgio
- Gonçalo Ferreira
- Guida Ascensão - Matilde (empregada de Susana)
- Hélder Ramos
- João Catarré
- João Ferrador
- Joaquim Salvador - Terapeuta
- José Boavida (†)
- Luís Zagalo (†)
- Manuel Wiborg
- Maria das Graças - Natália (mãe de Susana)
- Mário Redondo
- Martinho Silva - Nuno
- Olga Sotto
- Paula Farinhas
- Paula Sá
- Raquel Henriques
- Rosa Castro André
- Sónia Cláudia - Susana
- Tina Barbosa
- Tony Lima

## Banda Sonora
- Nunca digas adeus - Isabel Campelo (Tema do Genérico)
- Dois corações unidos - Beto
- Ensina-me a viver sem ti - Sofia Vitória
- Nunca mais digas Adeus - Rui Reininho [6]
- Horas de prazer - Santos & Pecadores
- Ping Pong Mónica - Anabela Cunha (Tema De Mónica)
- Nada nem ninguém - Lena Fonseca
- Optimista - Anabela Cunha (Tema de Tiago)
- Vocês - Rui Reininho [6]
- Conta Comigo - Santos e Pecadores

## Audiência
A estreia de Nunca Digas Adeus, no dia 30 de Setembro (Domingo), foi vista por um total 2.978.700 espectadores. Em termos médios, a estreia registou uma audiência 17.0% e um share 49.2%.